# Kohlosseum

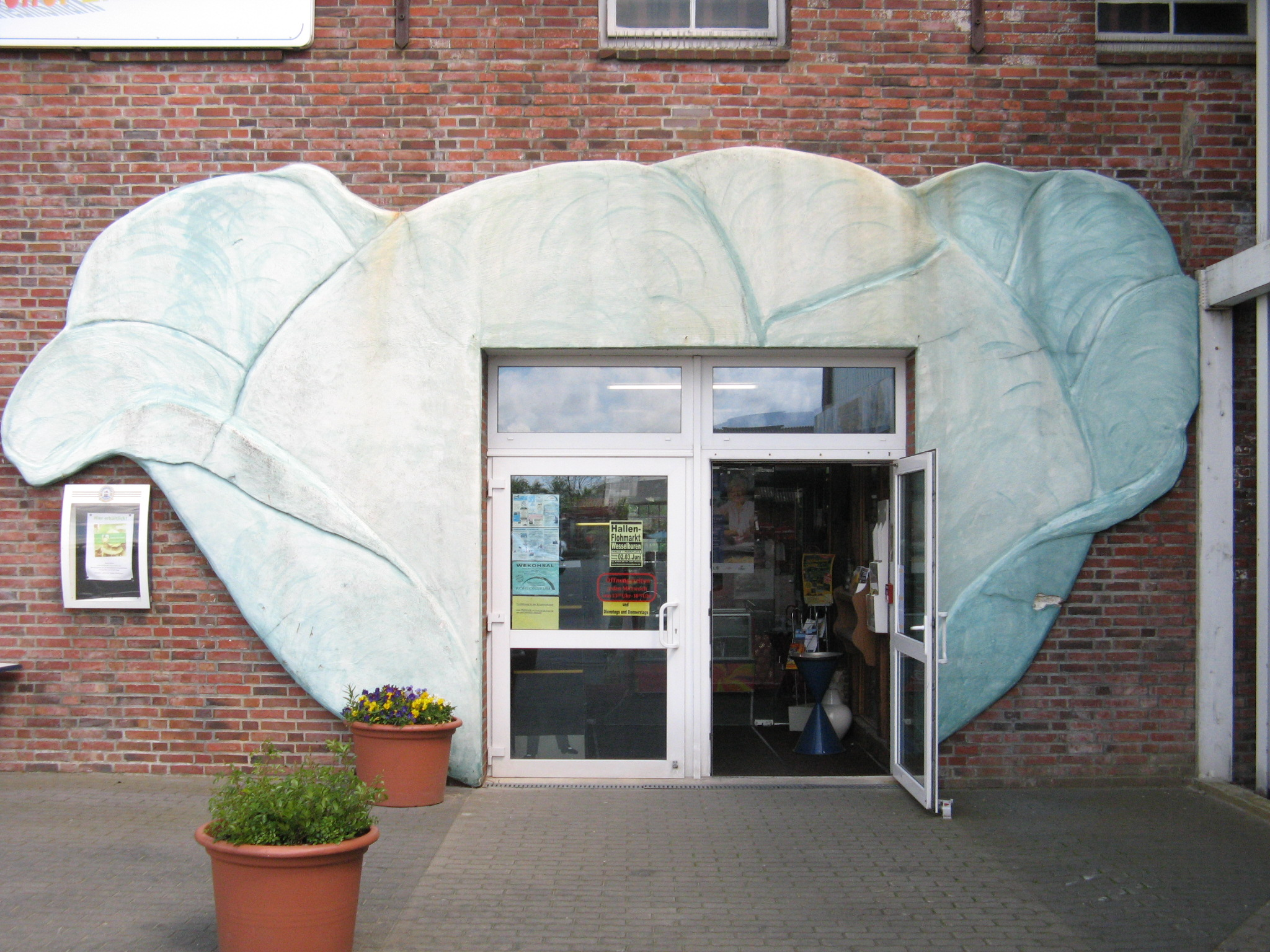
Eingang zum „Kohlosseum“, Wesselburen

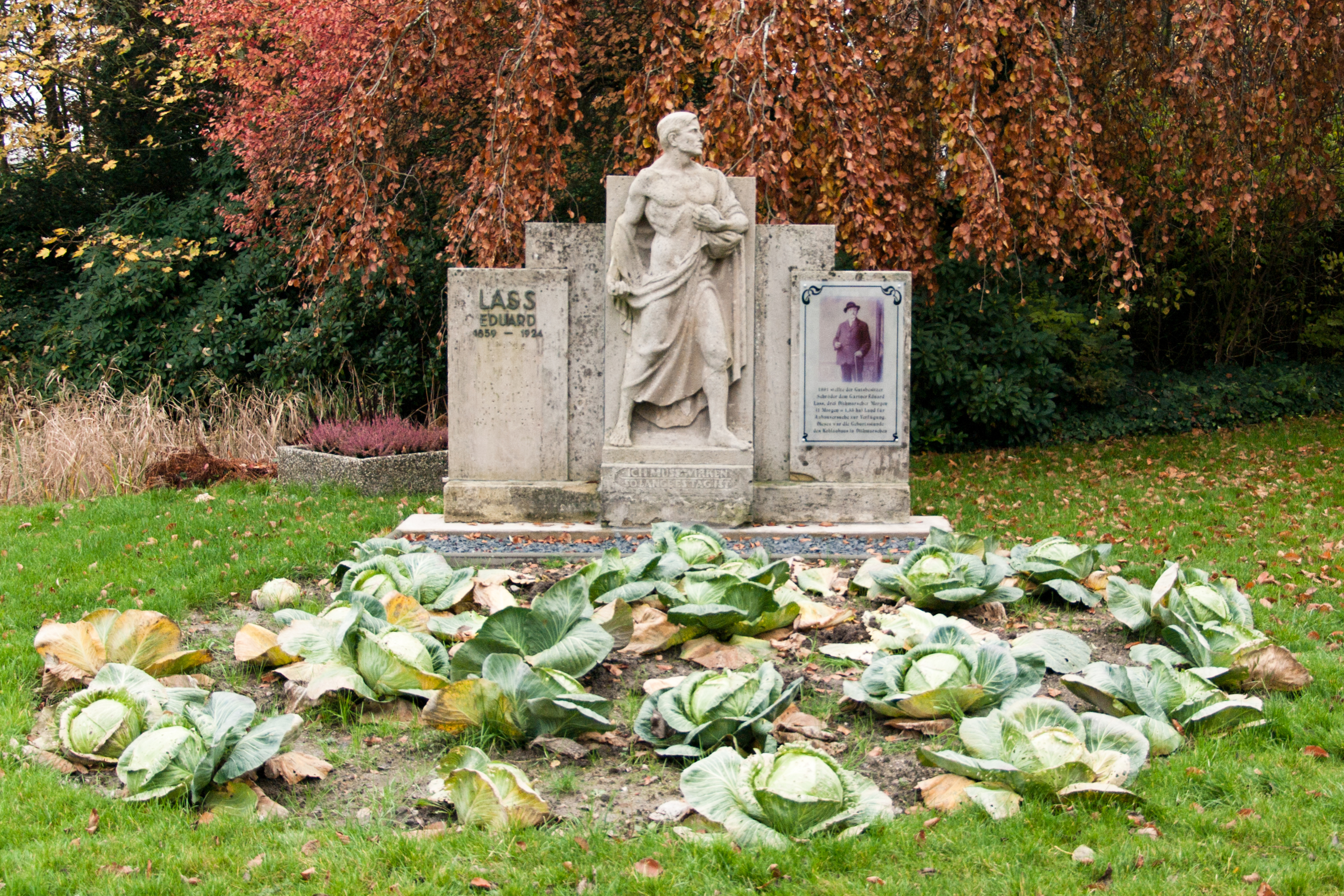
Denkmal für Eduard Lass mit Kohlanpflanzung

Das Kohlosseum (Kofferwort aus Kohl und Kolosseum) ist ein Spezialmuseum in der Stadt Wesselburen im Kreis Dithmarschen in Schleswig-Holstein, das im Jahr 2008 eröffnet wurde.
Anhand von Schaukästen, Modellen, Ausstellungsgegenständen und Vorträgen wird den Besuchern die Geschichte, die vielseitige Verarbeitung und der umweltschonende Anbau von Kohlgemüse sowie dessen Bedeutung für die regionale Landwirtschaft erläutert. Begründer des großflächigen Kohlanbaus in der Region Dithmarschen und der Vermarktung im großen Stil war Ende des 19. Jahrhunderts Eduard Lass. Heute bewirbt sich  Dithmarschen als "größtes zusammenhängende Kohlanbaugebiet Europas".